# Насер ад-Дин Шах
Насер ад-Дин Шах Каджар (перс.  ناصرالدین شاه قاجار‎, азерб. Nəsrəddin şah Qacar; при жизни в России именовался Насреддин-шахом; 16 июля 1831 — 1 мая 1896) — четвёртый шах Персии из династии Каджаров, правил с 17 сентября 1848 года. 47-летнее правление Насер ад-Дина — самое долгое в новой истории и третье по продолжительности во всей трёхтысячелетней истории Персии.

## Биография

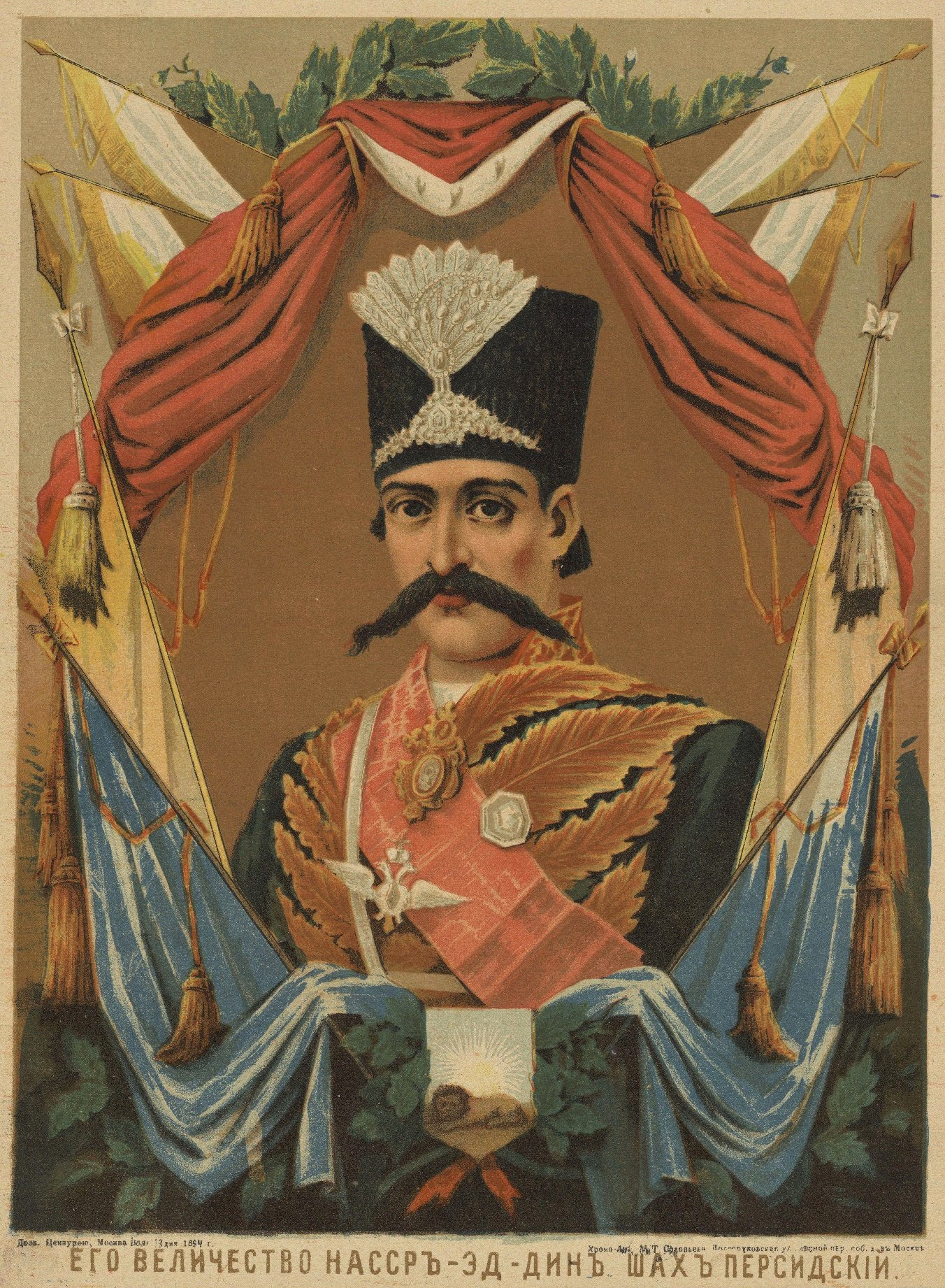
Насер ад-Дин Шах, шах. Хромлитография 1894 г.

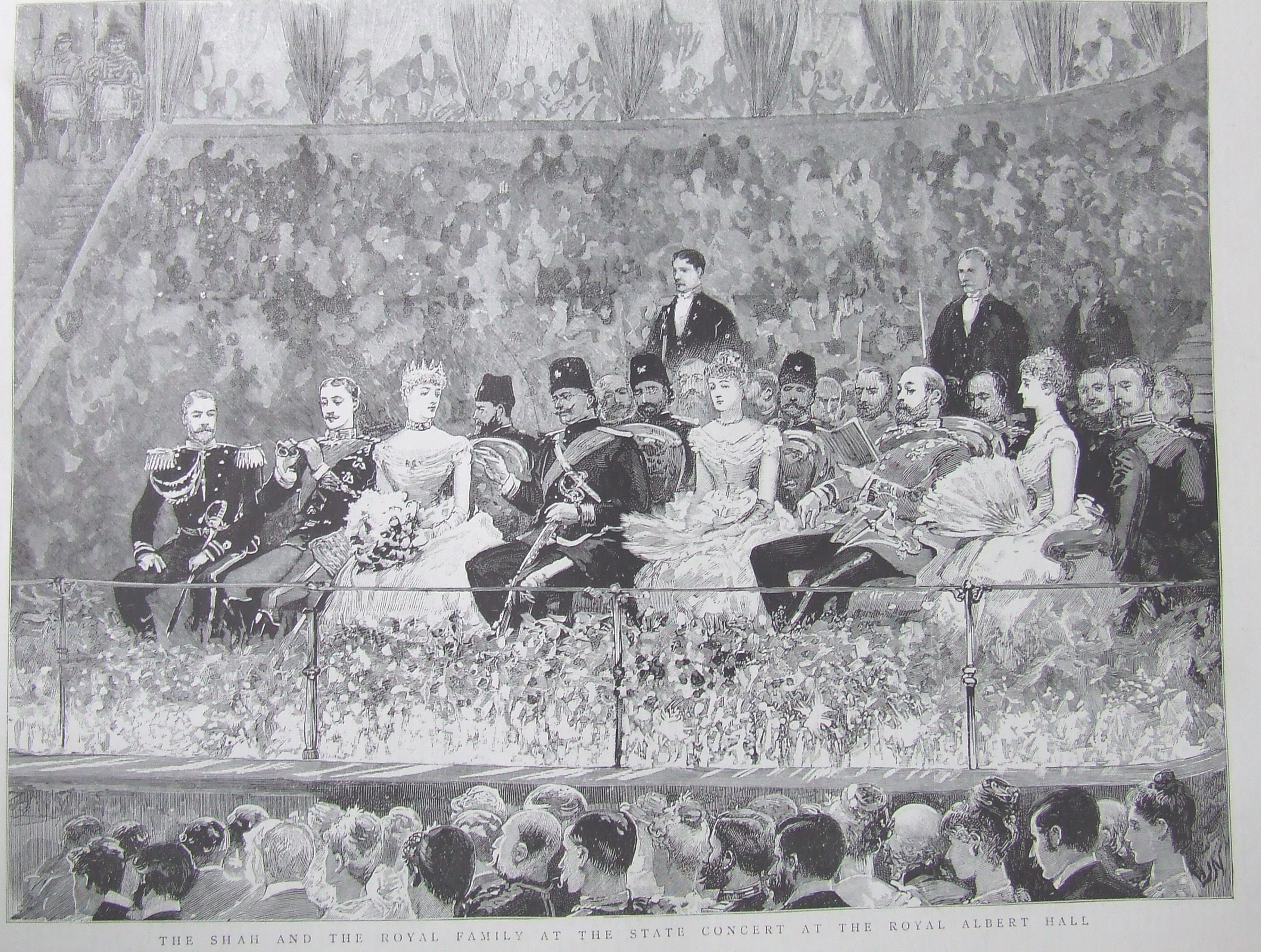
Насер ад-Дин Шах между Александрой Датской и Марией Фёдоровной в Альберт-холле.

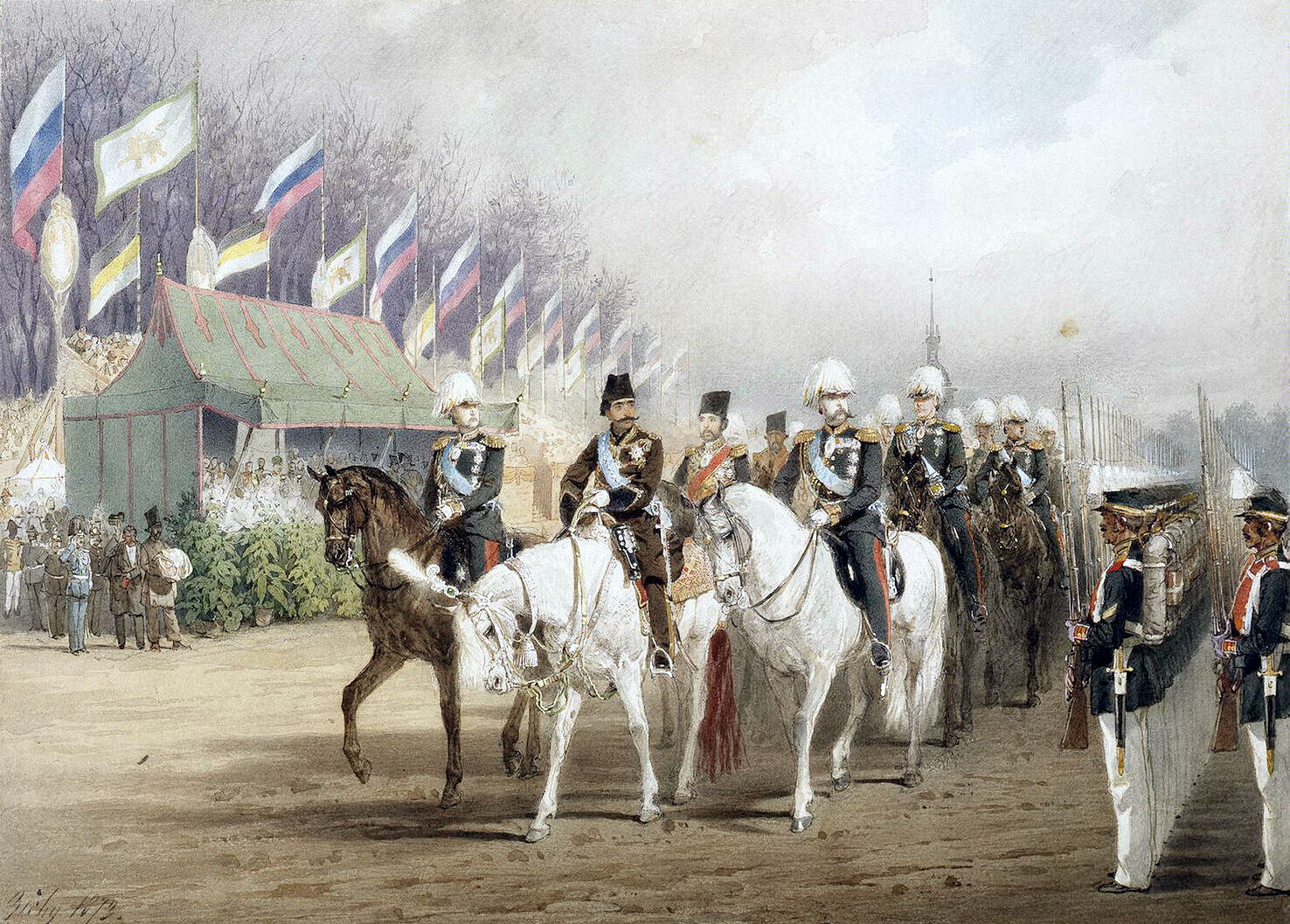
Михай Зичи. «Александр II и шах Наср-эд-Дин во время парада на Царицыном лугу в 1873 году»

Его отцом был внук Фетх-Али-шаха, будущий шах Мохаммед. Насреддин шах родился 16 июля 1831 года в селе Кохнамир. В молодости проживал в отдалении от двора, в Тебризе, поблизости от которого родился. После смерти отца, в 1848 году, Насреддин был призван на престол, который он должен был, однако, добыть оружием. До 12-ти лет Насер ад-Дин знал только тюркский (азербайджанский) язык, но он вскоре выучился как говорить, так и писать на персидском, а также преуспел в изучении французского и арабского, увлёкся географией, поэзией и рисованием.
В 1873, 1878 и 1889 годах шах предпринимал путешествия по европейским странам, которые сам описал (английский перевод описания первого путешествия шаха напечатан в Лондоне в 1874 году; на русском языке имеется «Путешествие шаха Наср-Эддина по Мазандерану. Собственный его величества дневник», СПб., 1887). В 1873 году посетил Всемирную выставку в Вене. 
Попытки шаха посредством реформ приобщить Персию к европейской цивилизации разбились при столкновении с восточным фанатизмом и умственной неподвижностью населения. Однако, благодаря его стараниям, был проведен в Персии телеграф, основана военная школа, приглашен из Франции военный инструктор и дикие персидские полчища преобразованы в армию, до известной степени дисциплинированную. В Тегеране была основана французская школа, в которой преподавались история, география, химия, медицина.
Наиболее сильное противодействие мерам Насреддина оказывали приверженцы религиозного движения бабидов, которые неоднократно покушались на жизнь шаха. Эта секта жестоко преследовалась шахом и подверглась почти полному разгрому в 1869 года. Её основатель, Баб, был казнён по приказу шаха. Активное участие в преследовании бабидов принимал визирь Амир-Кабир.
Позднейшие иранские историки обвиняли шаха в излишнем протекционизме по отношению к тюркскому родовому клану каджар, из которого он сам происходил, например, запретив задерживать их в Тегеране без особого разрешения. Ещё большие благодеяния он оказывал членам собственной семьи. Принцы Каджарского дома занимали большинство губернаторских кресел. При этом, некоторые из них были еще детьми, но и тогда формально назначались губернаторами провинций, тогда как их советники осуществляли там фактическую власть. Из этого следовало, что верхушка государственного управления при Каджарах была преимущественно тюркской, что не нравилось персидскому большинству.

## Внешняя политика

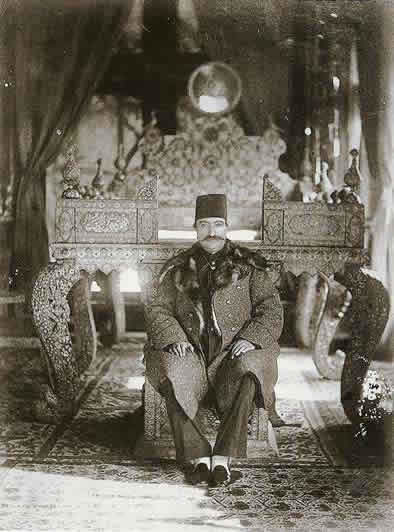
Насер ад-Дин Шах, восседающий на нижней ступени Солнечного трона

Насреддин вел неудачную войну с Англией, возникшую вследствие того, что Насреддин принял сторону России, когда она заняла в 1856 году Герат. В ответ британцы сформировали экспедиционный корпус и продвинулись по реке Карун вплоть до Ахваза, где вступили в бой с каджарской армией при Хушабе в феврале 1857 года и при Хуррамшахре в марте. Осознав бесперспективность полномасштабной войны, шах согласился на заключение мира, условия которого были мягкими. Мир был подписан в Париже в том же году. 
После того, как войска Каджаров были выведены из Герата в июле 1857 года, сердар из Баракзаев по имени Султан Ахмед хан, который, поссорившись со своим дядей Дост Мухаммедом, обратился за защитой к Каджарам, был послан из Тегерана для принятия правления городом, и возвысившись к власти по приглашению и под покровительством шаха, продолжил править в течение последующих 5 лет практически в качестве их вассала. Он читал хутбу и чеканил монету на имя шаха, таким образом официально провозгласив свою вассальную зависимость; и когда он посещал Тегеран, повинуясь шахским вызовам, он получал почетные халаты и другие знаки шахского благоволения в качестве отличившегося слуги короны, чем в качестве независимого правителя.
Когда Дост Мухаммед в 1863 году после 10-месячной осады взял Герат и включил его в состав своего эмирата Афганистан, шах заявил официальный протест Великобритании, которая помешала ему использовать армию, чтобы вмешаться в ход событий. 
В 1861 году многотысячное персидское войско было разгромлено у Мерва объединёнными силами туркменских племён под предводительством Каушут-хана.
Более удачны были военные предприятия шаха против Хивы и Омана.

## Смерть
Насреддин-шах был застрелен из револьвера 1 мая 1896 года Мирзой Резой Кермани, последователем Джамалуддина аль-Афгани, мусульманского реформатора и идеолога панисламизма, во время молитвы в святилище Шаха Абдул-Азима в Рее, недалеко от Тегерана.
Был похоронен в святилище Шаха Абдул-Азима, где и был убит. Похороны состоялись через шесть месяцев после его смерти.
Убийство Насреддин-шаха и последующая казнь Мирзы Резы Кермани ознаменовали поворотный момент в иранской политической мысли, который в конечном итоге привёл к иранской конституционной революции во время правления его преемника Мозафереддин-шаха.

## Семья
Зилль ас-Султан — старший сын, губернатор Исфахана, Йезда, Буруджирда, Эрака, Хузистана и Луристана.
Кямран Мирза — сын и регент шаха, военный министр и министр торговли, также губернатор Тегерана и многих других городов и областей. Он также заведовал распределением средств среди улемов и был их официальным представителем при шахе. Наследный принц был традиционным губернатором Азербайджана.
Фархад Мирза Мутамид ад-Довла — дядя, губернатор Фарса.
Хишмат ад-Довла — дядя, губернатор Кирманшаха.
Султан Ахмед Мирза Азад аль-Довла — двоюродный брат и зять шаха, губернатор Казвина.

## Награды
- Орден Белого орла (Российская империя, 1838)
- Орден Почётного легиона, большой крест (Франция, 1855)
- Королевский венгерский орден Святого Стефана, большой крест (Австрийская империя, 1859)
- Ордена святых Маврикия и Лазаря, большой крест (Италия, 1862)
- Высший орден Святого Благовещения (Италия, 1862)
- Орден Нидерландского льва, большой крест (Нидерланды, 1868)
- Орден Святого апостола Андрея Первозванного (Российская империя, 1873)
- Орден святого Александра Невского (Российская империя, 1873)
- Орден святого Станислава 1-й степени (Российская империя, 1873)
- Орден святой Анны 1-й степени (Российская империя, 1873)
- Орден Подвязки (Великобритания, 1873)
- Орден Чёрного орла (Пруссия, 1873)
- Орден Красного орла, большой крест (Пруссия, 1873)
- Орден Леопольда I, большой крест (Бельгия, 1873)
- Орден Османие 1-й степени (Османская империя, 1880)
- Орден Славы (Османская империя, 1880)
- Золотая медаль «За взятие штурмом Геок-Тепе» (Российская империя, 1881)